# سفارت هائیتی در واشینگتن
سفارت هائیتی در واشینگتن (به انگلیسی: Embassy of Haiti) یک سفارت در ایالات متحده آمریکا است که در واشینگتن، دی.سی. واقع شده‌است.